# Miguel Castro
Miguel Castro, född 12 december 1910, död 12 juni 1972, var en friidrottare från Chile. Han deltog vid olympiska sommarspelen 1936.